# Зеленецкая Западная
Зеленецкая Западная (Зеленецкая Ближняя; от помор. зеленец — зелень) — губа на Мурманском берегу Баренцева моря. Вдаётся в северную часть Кольского полуострова. Открыта к северо-востоку, вдается в материк на 5,4 км. Ширина у входа 2,4 км. Максимальная глубина 68 м.
Расположена в 7 км к востоку от Кольского залива. Входными мысами губы являются мысы Зеленецкий (с запада) и Долгий (с востока). На выходе из губы расположены острова Кувшин и Серый. В залив впадает несколько небольших ручьёв.
Берега губы в основном состоят из крупных (до 235 м) каменных обрывистых гор. Средняя величина прилива в Зеленецкой Западной губе — 3,1 м.
Населённых пунктов на берегах губы нет. Административно бухта входит в Кольский район Мурманской области России.